# Modified Racing Series
La Modified Racing Series est une série de courses automobiles de stock-car de type "modifié" active dans les États de la Nouvelle-Angleterre aux États-Unis. Fondée par le pilote Jack Bateman en 2004, elle a son siège social à Canaan au New Hampshire. Les "modifiés" utilisés dans cette série s'apparente à ceux de la NASCAR Whelen Modified Tour.
À l'origine en 2004, la série se produisait uniquement sur des pistes du New Hampshire, mais rapidement, dès 2005, elle a commencé à s'étendre à d'autres États de la Nouvelle-Angleterre.
Trois fois champion de la série en 2004, 2005 et 2007, le pilote Kirk Alexander est le recordman de la série avec 31 victoires en 96 départs (au terme de la saison 2014), dont 11 en 17 départs en 2005.

## Circuits
| Années                           | Pistes                               | Localisation                   | Longueur               |
| -------------------------------- | ------------------------------------ | ------------------------------ | ---------------------- |
| 2004, 2006-2007, 2010-2013       | Canaan Fair Speedway                 | Canaan, New Hampshire          | 1/3 de mille (536 m)   |
| 2004-2005                        | White Mountain Motorsports Park      | North Woodstock, New Hampshire | 1/4 de mille (402 m)   |
| 2004-2015                        | Lee USA Speedway                     | Lee, New Hampshire             | 3/8 de mille (603 m)   |
| 2004-2006, 2008                  | Star Speedway                        | Epping, New Hampshire          | 1/4 de mille (402 m)   |
| 2004-2015                        | Monadnock Speedway                   | Winchester, New Hampshire      | 1/4 de mille (402 m)   |
| 2005-2015                        | Seekonk Speedway                     | Seekonk, Massachusetts         | 1/3 de mille (536 m)   |
| 2005-2007, 2009-2011, 2013, 2015 | Beech Ridge Motor Speedway           | Scarborough, Maine             | 1/3 de mille (536 m)   |
| 2006-2015                        | Thompson International Speedway      | Thompson, Connecticut          | 5/8 de mille (1 006 m) |
| 2006-2015                        | Waterford Speedbowl                  | Waterford, Connecticut         | 3/8 de mille (603 m)   |
| 2007-2011, 2013, 2015            | Oxford Plains Speedway               | Oxford, Maine                  | 3/8 de mille (603 m)   |
| 2008-2010                        | Thunder Road International Speedbowl | Barre, Vermont                 | 1/4 de mille (402 m)   |
| 2008                             | Wiscasset Raceway                    | Wiscasset, Maine               | 3/8 de mille (603 m)   |
| 2008-2011, 2015                  | Claremont Speedway                   | Claremont, New Hampshire       | 1/3 de mille (536 m)   |
| 2010                             | Albany-Saratoga Speedway             | Malta, New York                | 4/10 de mille (644 m)  |
| 2010, 2014-2015                  | Airborne Park Speedway               | Plattsburgh, New York          | 1/2 mille (805 m)      |
| 2010-2015                        | Stafford Motor Speedway              | Stafford Springs, Connecticut  | 1/2 mille (805 m)      |
| 2015                             | Devil's Bowl Speedway                | West Haven, Vermont            | 1/2 mille (805 m)      |

## Champions
- 2014 Justin Bonsignore
- 2013 Rowan Pennink
- 2012 Jon McKennedy
- 2011 Chris Pasteryak
- 2010 Jon McKennedy
- 2009 Jon McKennedy
- 2008 Chris Pasteryak
- 2007 Kirk Alexander
- 2006 Dwight Jarvis
- 2005 Kirk Alexander
- 2004 Kirk Alexander